# Claudio Arrau
Claudio Arrau (6. února 1903 Chillán – 9. června 1991 Mürzzuschlag) byl chilsko-americký klavírista, světově proslulý svým osobitým přednesem, k jehož širokému repertoáru patřily skladby od barokních až po moderní skladatele. Je považován za jednoho z nejlepších klavíristů 20. století.

## Životopis
Claudio Arrau byl synem očního lékaře Carlose Arraua a Lucrecie Leónové v chilském městě Chillán. Měl dva starší sourozence, on sám se rodičům narodil po jednadvaceti letech manželství. Patřil k významné chilské rodině. Jeho předek Lorenzo de Arrau byl do Chile vyslán španělským králem Karlem III. Otec zemřel, když Claudiovi nebyl ještě ani rok. Matka dávala hodiny klavíru a on se naučil číst noty už ve čtyřech letech.

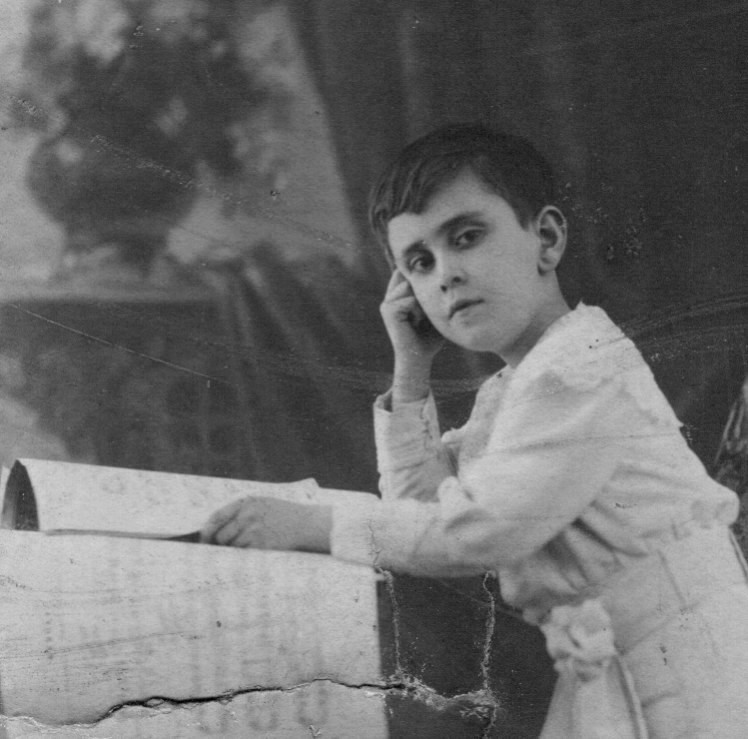
Claudio Arrau jako dítě

Jako zázračné dítě měl Claudio Arrau svůj první koncert již v pěti letech a matka s ním odjela do Santiaga, kde byl přijat na konzervatoř. V roce 1908 dostal stipendium od chilské vlády, aby studoval hudbu v Berlíně. Jeho učitelem byl Martin Krause, jeden z posledních žáků Ference Liszta. V roce 1914 měl první veřejné vystoupení v Berlíně. Když mu bylo dvanáct let, dokázal zahrát Lisztových dvanáct Transcendentálních etud, považovaných za jedny z nejtěžších klavírních skladeb. Již v průběhu studia získal mnohá uznání, obdivovali ho představitelé evropských vládních rodů. V srpnu 1918 Martin Krause zemřel na zápal plic a patnáctiletý Claudio již žádného dalšího učitele nechtěl.
V letech 1919 a 1920 získal Lisztovu cenu a v následující letech koncertoval v Jižní Americe, Anglii a USA. V říjnu 1923 debutoval v Carnegie Hall. Koncem roku 1924 se vrátil do Evropy a v roce 1925 se stal profesorem na Sternově konzervatoři v Berlíně. Mezi jeho žáky patřili např. Garrick Ohlsson a Karlrobert Kreiten. Současně vystupoval jako koncertní pianista. V roce 1927 vyhrál Grand Prix International des Pianistes v Ženevě a jeho recitály Bachovy hudby z let 1935–1936 v Berlíně byly považovány za mimořádnou hudební událost. Později uváděl i kompletní díla Beethovena, Mozarta, Schuberta, Brahmse či Webera. Svým citlivým, oduševněným provedením skladeb vyvolával nadšení u posluchačů i kritiky.

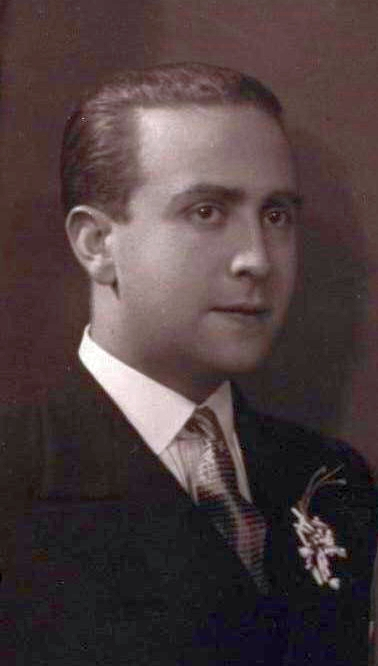
Claudio Arrau v roce 1929

V roce 1937 se oženil s německou mezzosopranistkou Ruth Schneiderovou, se kterou měl tři děti. Brzy po vypuknutí druhé světové války se vrátil do Chile a v Santiagu založil klavírní školu. O rok později se přestěhoval do USA. Od roku 1941 žil s rodinou v Douglastonu (Queens) na Long Islandu, kde ve svém domě vyučoval mladé pianisty. Po válce se vypracoval mezi nejslavnější světové klavíristy. Měl mimořádně rozsáhlý repertoár, s nímž absolvoval koncertní turné po celém světě. Vynikl především interpretací Beethovenovy klavírní tvorby. V únoru 1979 získal americké občanství, ale ponechal si i chilský pas.
Měl mimořádnou hudební paměť, kterou si udržel i do vysokého věku. Až do své smrti se hojně věnoval koncertní činnosti, při níž navštívil i Prahu. V roce 1958 zde uspořádal dva koncerty v rámci Pražského jara. Do Chile se vrátil v roce 1984 v rámci oslav svých osmdesátých narozenin a byl tam uvítán s velkými poctami. Jeho šest koncertů, které absolvoval během jedenácti dnů, vyslechlo a vidělo 80 % národa. Ještě v osmdesáti pěti letech hrál asi 100 koncertů ročně. Jeho sólový repertoár obsáhl 76 samostatných koncertů s různým programem.
Claudio Arrau zemřel v rakouském Mürzzuschlagu v roce 1991 na komplikace po urgentní operaci. Pochován je ve svém rodném městě Chillán.

## Styl
Hra Claudia Arraua měl velmi osobitý styl. Vždy kladl větší důraz na procítěný přednes skladby než na virtuosní brilanci, za což byl občas kritizován. Jeho hra byla pro svou sytost a barvu občas přirovnávána k burgundskému vínu. Jeho styl spočíval nejen v neobvyklém držení rukou s vysokým zápěstím, ale také ve svérázném cítění rytmických nuancí. Třebaže od svých středních let dával často přednost pomalejšímu tempu, v mládí získal pověst virtuosa, který dovedl zahrát i nejnáročnější skladby. Jeho hra se vyznačovala filosofickou hloubkou, plným a zpěvným tónem a mimořádnou precizností. Vždy se snažil vycházet ze studia pramenů, nicméně jeho interpretace nezapřou jeho silnou individualitu.

## Nahrávky
Arrau během svého života nahrál mnoho hudebních děl ať už sólově, či s orchestrem. K jeho nejvýznamnějším nahrávkám patří kompletní klavírní tvorba Roberta Schumanna, ale slavné jsou i nahrávky děl Beethovena, Mozarta, Brahmse, Liszta, Chopina či Debussyho. Těsně před svou smrtí pracoval na nahrávkách celého díla Johanna Sebastiana Bacha pro klávesové nástroje.
Výběr jeho nahrávek byl vydán v rámci kolekce Great Pianists of the 20th Century (Phillips Classics), kde mu byla věnována tři dvojalba.